# حاجی‌احمدکندی
حاجی‌احمدکندی، روستایی از توابع بخش حاجیلار شهرستان چایپاره در استان آذربایجان غربی در ایران است.

## جمعیت
این روستا در نزدیکی راه بین‌المللی قرار داشته و بر اساس سرشماری سال ۱۳۹۴ جمعیت آن ۵۰۰ نفر (۱۵۰ خانوار) بوده است.